# Cascade Locks
Cascade Locks es una ciudad ubicada en el condado de Hood River en el estado estadounidense de Oregón. En el año 2007 tenía una población de 1.075 habitantes y una densidad poblacional de 200.2 personas por km².

## Geografía
Cascade Locks se encuentra ubicada en las coordenadas 45°40′21″N 121°52′25″O / 45.67250, -121.87361.

## Demografía
Según la Oficina del Censo en 2000 los ingresos medios por hogar en la localidad eran de $35,284, y los ingresos medios por familia eran $37,422. Los hombres tenían unos ingresos medios de $35,469 frente a los $25,234 para las mujeres. La renta per cápita para la localidad era de $15,359. Alrededor del 19.0% de la población estaban por debajo del umbral de pobreza.